# Plaques de matrícula de Delaware

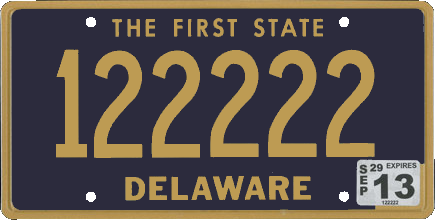
Model actual de matrícula de Delaware.

Les Plaques de matrícula de Delaware porten des del 2008 una vora bisellada al voltant de la placa, que la diferencia del model anterior. El sistema de combinació està format per una sèrie de sis xifres (ex. 123456) de color daurat sobre un fons reflectant blau marí. El nom de l'estat, "DELAWARE", apareix centrat a la part inferior i l'eslogan "THE FIRST STATE" a la superior, tots dos en color daurat.
Des del 2022, les plaques són emeses pel Departament de Transport de Delaware (DelDOT) a través de la seva Divisió de Vehicles de Motor. Des del 1945 només es requereix portar al vehicle la placa de matrícula posterior.

## Sèries baixes
Com a peculiaritat, l'estat de Delaware permet als propietaris de plaques transferir els drets per mostrar una xifra determinada al seu vehicle, per aquest motiu l'escassetat inherent de plaques amb xifres baixes ha generat un mercat alternatiu per a aquest tipus de plaques.
Així trobem que la placa número 1 està reservada per al governador de l'estat, la número 2 per al tinent governador i la 3 per al secretari d'estat. Però tota la resta de combinacions del 4 cap endavant poden ser comprades. A més, es permeten plaques de fins a 87.000 rèpliques de plaques d'esmalt de porcellana. Aquests factors han fet que les plaques amb sèries baixes es converteixin en símbols d'estatus.
Per a facilitar aquesta compra de sèries baixes s'han creat mercats alternatius. En un d'aquests mercats, Low Digit Plates, s'ofereix una sèrie de només tres xifres per un preu que ratlla els 70.000 dòlars i les de quatre xifres s'ofereixen per sobre dels 10.000 dòlars. Però els valors més alts les aconsegueixen les plaques amb sèries de dues xifres amb preus per sobre els 300.000 dòlars.

## Història
L'estat nord-americà de Delaware va exigir per primera vegada als seus residents que registressin els vehicles de motor el 1905. Els propietaris havien de proporcionar les seves pròpies plaques de matrícula fins al 1909, quan l'estat va començar a emetre les plaques. A partir de 1910, les plaques es van emetre en ordre seqüencial començant des del número 1 cap endavant.

### Models de 1909 fins 1941
| Imatge | Data d'expedició | Disseny                                                                                                 | Lema       | Combinació utilitzada | Notes |
| ------ | ---------------- | --- | ---------- | --------------------- | --- |
|        | 1909             | Caràcters en blanc sobre fons negre de porcellana. "DEL. 1909" a dalt.                                  | Sense lema | 1234                  | Plaques d'esmalt de porcellana de mides 6 1/2" x 8 1/2".                                                  |
|        | 1910             | Caràcters en negre sobre fons blanc de porcellana. "DEL. 1910" a dalt.                                  | Sense lema | 123                   | Canvi de mides a 6 1/2" x 7".                                                                             |
|        | 1911             | Caràcters en blanc sobre fons blau marí de porcellana. "DEL. 1911" a dalt.                              | Sense lema | 1234                  | |
|        | 1912             | Caràcters en blanc sobre fons grana de porcellana. "DEL. 1912" a dalt.                                  | Sense lema | 1234                  | |
|        | 1913             | Caràcters en blanc sobre fons negre de porcellana. En vertical, "DEL" a l'esquerra i "1913" a la dreta. | Sense lema | 1234                  | També hi ha models amb "DEL 13" a dalt. Canvi de mides a: Tipus 1 (6 1/2" x 9 3/4") i Tipus 2 (6" x 12"). |
|        | 1914             | Caràcters en groc sobre fons negre de porcellana. "DEL 14" a la dreta.                                  | Sense lema | 1234                  | Canvi de mides a 5 1/2" x 11".                                                                            |
|        | 1915             | Caràcters en blau sobre fons blanc de porcellana. "DEL 15" a la dreta.                                  | Sense lema | 1234                  | |
|        | 1916             | Caràcters en blanc sobre fons verd fosc. "DEL 16" a la dreta.                                           | Sense lema | 1234                  | Canvi de mides a 6 1/4" x 15 1/4".                                                                        |
|        | 1917             | Caràcters en blanc sobre fons negre. "DEL 17" a la dreta.                                               | Sense lema | 1234                  | |
|        | 1918             | Caràcters en blanc sobre fons marró. "DEL 18" a la dreta.                                               | Sense lema | 12345                 | Canvi de mides a 5 1/2" x 13 3/8".                                                                        |
|        | 1919             | Caràcters en blanc sobre fons blau marí. "DEL 19" a la dreta.                                           | Sense lema | 12345                 | Canvi de mides a: 2-3 caràcters (5 3/4" x 10 3/4") i 4-5 caràcters (5 3/4" x 13 1/2").                    |
|        | 1920             | Caràcters en negre sobre fons verd clar. "DEL 20" a la dreta.                                           | Sense lema | 12345                 | Canvi de mides a: Sèries 1 a 19999 (5 5/8" x 13 3/8") i sèries 20000 a 29999 (5 5/8" x 14 7/8").          |
|        | 1921             | Caràcters en vermell sobre fons blanc. "DEL 21" a la dreta.                                             | Sense lema | 12345                 | |
|        | 1922             | Caràcters en blau sobre fons blanc. "DEL 22" a la dreta.                                                | Sense lema | 12-345                | S'unifiquen les mides a 5 3/8" x 15".                                                                     |
|        | 1923             | Caràcters en blanc sobre fons negre. "DEL 23" a la dreta.                                               | Sense lema | 12-345                | Canvi de mides a 5 1/2" x 13 1/2".                                                                        |
|        | 1924             | Caràcters en marró sobre fons blanc. "DEL 24" a la dreta.                                               | Sense lema | 12-345                | Les sèries 20-001 a 30-000 reservades per a vehicles comercials.                                          |
|        | 1925             | Caràcters en negre sobre fons carabassa. "DEL 25" a la dreta.                                           | Sense lema | 12-345                | Les sèries 30-001 a 45-000 reservades per a vehicles comercials i agrícoles.                              |
|        | 1926             | Caràcters en groc sobre fons blau. "DEL 26" a la dreta.                                                 | Sense lema | 12-345                | |
|        | 1927             | Caràcters en vermell sobre fons gris. "DEL 27" a la dreta.                                              | Sense lema | 12-345                | |
|        | 1928             | Caràcters en negre sobre fons blanc. "DEL 28" a la dreta.                                               | Sense lema | 12-345                | |
|        | 1929             | Caràcters en blau sobre fons groc. "DEL 29" a la dreta.                                                 | Sense lema | 12-345                | Canvi de mides a 6" x 15".                                                                                |
|        | 1930             | Caràcters en groc sobre fons blau. "DEL 30" a la dreta.                                                 | Sense lema | 12-345                | |
|        | 1931             | Caràcters en blau sobre fons groc. "DEL 31" a la dreta.                                                 | Sense lema | ♦12-345               | |
|        | 1932             | Caràcters en groc sobre fons blau. "DEL 32" a la dreta.                                                 | Sense lema | 12-345                | |
|        | 1933             | Caràcters en blau sobre fons groc. "DEL 33" a la dreta.                                                 | Sense lema | 12-345                | |
|        | 1934             | Caràcters en groc sobre fons blau. "DEL 34" a la dreta.                                                 | Sense lema | 12-345                | |
|        | 1935             | Caràcters en blau sobre fons groc. "DEL 35" a la dreta.                                                 | Sense lema | 12-345                | |
|        | 1936             | Caràcters en groc sobre fons blau. "DELAWARE – 36" centrat a baix.                                      | Sense lema | 12♦345                | Primera placa amb el nom complet de l'estat. Canvi de mides a 5 3/8" x 10 1/2".                           |
|        | 1937             | Caràcters en blau sobre fons groc. "DELAWARE – 37" centrat a baix.                                      | Sense lema | 12♦345                | |
|        | 1938             | Caràcters en vermell sobre fons platejat. "DELAWARE – 38" centrat a baix.                               | Sense lema | 12♦345                | |
|        | 1939             | Caràcters en platejat sobre fons grana. "DELAWARE – 39" centrat a baix.                                 | Sense lema | 12♦345                | |
|        | 1940             | Caràcters en blau sobre fons groc. "DEL. EX. 3-31-41" centrat a baix.                                   | Sense lema | 12♦345                | |
|        | 1941             | Caràcters en groc sobre fons blau marí. "DELAWARE 3-31-42" centrat a baix.                              | Sense lema | 12♦345                | Canvi de mides a: 1-5 caràcters (5 1/2" x 9 1/2") i 6 caràcters (5 1/2" x 11").                           |

### Models de 1942 fins avui dia
Totes les plaques emeses des del 1942 encara es poden utilitzar amb els corresponents adhesius d'actualització.
El 1956, el Canadà i els Estats Units d'Amèrica van arribar a un acord amb l'Associació Americana d'Administradors de Vehicles de Motor, l'Associació de Fabricants d'Automòbils i el Consell Nacional de Seguretat en que es concretava una mida única de les plaques de vehicles de passatgers a 150 mm per 300 mm (6 per 12 polzades), amb forats per poder-les muntar espaiats 180 mm (7 polzades), tot i que les dimensions o poden variar lleugerament segons la jurisdicció. Delaware va adoptar aquest estàndard a les plaques emeses l'any 1958. Però Delaware va ser l'últim estat a adaptar-se a aquest canvi i segueix sent avui dia l'únic estat amb plaques de mida no estàndard en ús.
| Imatge | Data d'expedició             | Disseny | Lema                                                          | Combinació utilitzada | Notes |
| ------ | ---------------------------- | --- | ------------------------------------------------------------- | --------------------- | --- |
|        | 1942                         | Caràcters de color blanc sobre fons negre de porcellana. "DEL." centrat a dalt i ranures a dreta i esquerra. | Sense lema                                                    | 12♦345                | Pestanyes de mes/dia (3/31 en negre sobre blanc, 6/30 en blanc sobre verd, 9/30 en blanc sobre vermell o 12/31 en blanc sobre marró) a la part superior esquerra i la pestanya d'any (anys parells en blau sobre daurat i anys senars en or sobre blau) a la part superior dreta fins a 1963, quan va començar la revalidació amb adhesius. Plaques emeses per parelles fins al 1945 en que només es requereixen plaques posteriors. |
|        | 1947                         | Caràcters de color blanc sobre fons negre. "DELAWARE" centrat a dalt.                                        | Sense lema                                                    | 123456                | Plaques d'acer inoxidable. Renovades amb pestanyes metàl·liques. |
|        | 1951                         | Caràcters de color blanc reflectant sobre fons negre. "DELAWARE" centrat a dalt.                             | Sense lema                                                    | 123456                | Renovades amb pestanyes metàl·liques. |
|        | 1954                         | Caràcters de color bnlanc reflectant sobre fons negre. "DELAWARE" en relleu centrat a dalt.                  | Sense lema                                                    | 123456                | |
|        | 1958                         | Caràcters de color groc sobre fons reflectant blau marí. "DELAWARE" centrat a dalt.                          | Sense lema                                                    | 123456                | Renovada amb pestanyes fins al 1962. Primera placa de mides estàndard de 6x12 polzades (15x30cm) |
|        | 1962                         | Caràcters de color daurat sobre fons blau marí. "DELAWARE" centrat a baix.                                   | "THE FIRST STATE" centrat a dalt.                             | 123456                | Primera placa amb lema. I mateix model renovat cada any amb adhesius. |
|        | 1969                         | Caràcters impresos de color or sobre fons reflectant blau marí amb vora daurada. "DELAWARE" centrat a baix.  | "THE FIRST STATE" centrat a dalt.                             | 123456                | |
|        | 2008-avui dia                | Mateix disseny que l'anterior però amb la vora bisellada al voltant de la placa.                             | "THE FIRST STATE" centrat a dalt.                             | 123456                | |
|        | Octubre 2008 - Desembre 2009 | Mateix disseny que l'anterior però amb "DELAWARE" centrat a dalt.                                            | "CENTENNIAL PLATE 1909 - 2009" en dues línies centrat a baix. | 123456                | Placa que commemora el centenari de l'emissió de la primera placa a l'estat de Delaware. Premiada el 2008 com a "placa de l'any" a la millor matrícula nova per l'Associació de Col·leccionistes de Matrícules d'Automòbils (ALPCA). |

## Altres tipus

### Personalitzades
Des del maig del 2024, la Divisió de Vehicles de Motor de Delaware ja no té permís per emetre noves matrícules personalitzades. Actualment, les matrícules personalitzades existents que s'han emès abans de la decisió del Tribunal segueixen sent aptes per a la renovació.

### Especials
Actualment Delaware emet un ampli assortiment de dissenys de matrícules especials on els propietaris poden mostrar el seu suport o afiliació a una organització educativa, benèfica o a causes tant locals com nacionals.
El model de placa especial "Support Pollinators" va ser escollida la Millor Placa Nova del 2021 per Associació de Col·leccionistes de Matrícules d'Automòbils (ALPCA) per una àmplia majoria de 648 punts, tot i tenir 13 contrincants més. Aquesta és la segona vegada que Delaware guanya aquest premi després que ho fes per primer cop el 2008 amb el disseny anomenat "Century of License Plates".

### Discapacitat
Mateix model de placa que els vehicles de passatgers però amb les lletres "HP" davant una combinació de cinc xifres (ex. HP12345) i el símbol internacional d'accessibilitat a l'esquerra.

### Motocicletes
Les motocicletes utilitzen el mateix model de placa que els vehicles de passatgers però amb les lletres "M/C" davant una combinació de cinc xifres (ex. M/C12345).

### Autocaravanes
Les autocaravanes utilitzen el mateix model de placa que els vehicles de passatgers però amb les inicials "RV" (per Recreational Vehicle) o "RT" (Recreational Trailer) segons la mida i el pes, davant una combinació de quatre o cinc xifres (ex. RV1234).

### Taxi
Els taxis utilitzen el mateix model de placa que els vehicles de passatgers però amb les lletres "TX" davant una combinació de quatre xifres (ex. TX1234).

### Temporal
Delaware va començar a emetre matrícules temporals amb un format numèric, després va canviar a la lletra "X" com a prefix i posteriorment a XA, XB, XC, XD, XP i a partir del 19 de juny de 2021 a XQ (ex. XP123456).

### Trailer
Els trailers utilitzen el mateix model de placa que els vehicles de passatgers però amb la lletra "T" davant una combinació de sis xifres (ex. T123456).